# Архиепархия Болоньи
Архиепархия Болоньи (лат. Archidioecesis Bononiensis) — архиепархия Римско-Католической церкви с центром в городе Болонья, в Италии. В митрополию Болоньи входят архиепархия Феррара-Комаккьо, епархии Имолы и Фаэнца-Модильяны. Кафедральным собором архиепархии Болоньи является Собор Святого Петра. С 27 октября 2015 года — архиепископ Болоньи кардинал Маттео Мария Дзуппи.

## Ординарии архиепархии
- Святой Зама — (313);
- Святой Фавстин (или Фавстиниан) — (342);
- Домициан — (?);
- Святой Феодор I — (?);
- Иовина —;
- Святой' Евсевий — (370 ?);
- Евстахий (390?) —
- Святой Феликс — (397—431);
- Святой Петроний — (431—450);
- Марцелл —;
- Святой Партений (Патерниан) —;
- Юлианий I —;
- Геронтий —;
- Луссорий — (?)
- Святой Тертуллиан — (?)
- Святой Иукунд — (496);
- Феодор II — (?);
- Климент — (?);
- Пётр I — (?);
- Германий — (?);
- Константин — (?);
- Юлианий II — (?);
- Адеодат — (?);
- Юстиниан — (?);
- Лимоноз — (649);
- Донно — (?);
- Виктор I — (680);
- Елисей — (?);
- Гауденций — (?);
- Каузин — (?);
- Барбат — (736 — после 744);
- Роман — (752 — после 756);
- Пётр II — (786);
- Виталий — (801);
- Мартин I — (?);
- Теодор III — (после 814—825);
- Христофор — (827);
- Мартин II — (?);
- Пётр III — (?);
- Орсо — (?);
- Иоанн I — (880—881);
- Северий — (884 — после 898);
- Пётр IV — (? — 905);
- Иоанн II — (?);
- Альберт — (после 955—983);
- Иоанн III — (до 997—1007);
- Фрогерий — (после 1019—1028);
- Альфред — (после 1031—1055);
- Ламберто — (после 1062 — после 1074);
- Герардо I — (1079—1089);
- Бернард — (1096 — 15 апреля 1104);
- Виктор II — (1108—1129);
- Энрико I — (1130 — июль 1145);
- Герардо Грасси — (1148 — 8 августа 1165);
- Иоанн IV — (1169 — 15 января 1187);
- Герардо ди Джисла — (1187—1198);
- Герардо Ариости — (1198—1213);
- Энрико делла Фратта — (1213—1240);
  - Оттавиано дельи Убальдини — (1240—1244) — (апостольский администратор);
- Джакомо Бонкамби, O.P. — (31 мая 1244 — октябрь 1260);
- Оттавиано II дельи Убальдини — (1261 — 14 сентября 1295);
- Шатта дельи Убальдини — (1295—1298);
- Джованни Савелли, O.P. — (1299—1301);
- Уберто Аввокати — (19 сентября 1301 — июнь 1322);
- Арнальдо Сабатье ди Каор — (1322 — 1 октября 1330 — назван епископом Рье);
- Стефано Агоне — (1331—1332);
- Бертрандо де Фумель — (5 июня 1332—1339);
- Бельтрамино Парравичини — (5 сентября 1340—1350);
- Джованни ди Назо, O.P. — (13 октября 1350 — 3 августа 1361);
- Альмерико Кати — (18 августа 1361 — 18 июля 1371 — назван епископом Лиможа);
- Бернардо де Бонневаль — (18 июля 1371—1378);
  - кардинал Филиппо Карафа делла Серра — (28 сентября 1378—1389) — (апостольский администратор);
- кардинал Козимо Мильорати — (19 июня 1389 — 27 апреля 1390 — избран Папой римским под именем Иннокентий VII);
- Роландо да Имола, O.P. — (1390);
- Бартоломео Раймонди, O.S.B. — (21 августа 1392 — 16 июня 1406);
- кардинал Антонио Коррер, C.R.S.G.A. — (31 марта 1407 — 2 ноября 1412);
- епископ Джованни ди Микеле, O.S.B. — (1412 — 5 января 1417);
- кардинал Блаженный Николо Альбергати, O.Carth. — (4 января 1417 — 9 мая 1443);
  - кардинал Людовико Тревизано (или Скарампи) — (9 мая 1443—1444) (апостольский администратор);
- Николо Дзанолини, C.R.L. — (1444 — 18 мая 1444) (избранный епископ);
- кардинал Томмазо Парентучелли — (27 ноября 1444 — 6 марта 1447 — избран Папой римским и принял имя Николай V);
- Джованни дель Поджо — (22 марта 1447 — 15 декабря 1447);
- кардинал Филиппо Каландрини — (18 декабря 1447 — 18 июля 1476);
  - кардинал Франческо Гонзага — (26 июля 1476 — 21 октября 1483) (апостольский администратор);
- кардинал Джулиано делла Ровере — (3 ноября 1483 — 24 января 1502 — назван епископом Верчелли, избран Папой римским и принял имя Юлий II);
- кардинал Giovanni Stefano Ferrero — (24 января 1502 — 5 октября 1510);
  - кардинал Франческо Алидози — (18 октября 1510 — 24 мая 1511) (апостольский администратор);
- кардинал Акилле Грасси — (30 мая 1511 — 8 января 1518);
- кардинал Джулио Медичи (8 января — 3 марта 1518);
  - кардинал Акилле Грасси — (3 марта 1518 — 22 ноября 1523) (апостольский администратор);
- кардинал Лоренцо Кампеджо — (2 декабря 1523 — 20 декабря 1525);
  - кардинал Andrea Della Valle — (20 декабря 1525 — 19 марта 1526) (апостольский администратор);
- кардинал Alessandro Campeggi — (19 марта 1526 — 6 марта 1553);
- Джованни Кемпинги — (6 марта 1553 — 17 сентября 1563);
  - кардинал Рануччо Фарнезе — (28 апреля 1564 — 19 октября 1565) (апостольский администратор);
- кардинал Габриэле Палеотти — (30 января 1566 — 23 июля 1597);
- Альфонсо Палеотти — (23 июля 1597—1610);
- кардинал Шипионе Боргезе-Каффарелли — (25 октября 1610 — 2 апреля 1612);
- кардинал Алессандро Людовизи — (12 марта 1612 — 9 февраля 1621 — избран Папой римским и принял имя Григорий XV);
- кардинал Людовико Людовизи — (29 марта 1621 — 18 ноября 1632);
- кардинал Джироламо Колонна — (24 ноября 1632—1644);
- кардинал Никколо Альбергати Людовизи — (6 февраля 1645 — 11 декабря 1651);
- кардинал Джироламо Бонкомпаньи — (11 декабря 1651 — 24 января 1684);
- кардинал Анджело Мария Рануцци — (17 мая 1688 — 27 сентября 1689);
- кардинал Джакомо Бонкомпаньи — (17 апреля 1690 — 24 марта 1731);
- кардинал Просперо Ламбертини — (30 апреля 1731 — 14 января 1754 — 17 августа 1740 избран Папой римским и принял имя Бенедикт XIV);
- кардинал Винченцо Мальвецци Бонфьоли — (14 января 1754 — 3 декабря 1775);
- кардинал Андреа Джоаннетти, O.S.B.Cam. — (15 декабря 1777 — 8 апреля 1800);
  - вакантно (1800—1802);
- кардинал Карло Оппиццони — (20 сентября 1802 — 13 апреля 1855);
- кардинал Микеле Вьяле-Прела — (28 сентября 1855 — 15 мая 1860);
  - вакантно (1860—1863);
- кардинал Филиппо Мария Гвиди, O.P. — (21 декабря 1863 — 12 ноября 1871);
- кардинал Карло Луиджи Морикини — (24 ноября 1871 — 22 декабря 1876);
- кардинал Лючидо Мария Парокки — (12 марта 1877 — 28 июня 1882);
- кардинал Франческо Баттальини — (3 июля 1882 — 8 июля 1892);
- кардинал Серафино Ваннутелли — (16 января 1893 — 12 июня 1893 — назван епископом Фраскати);
- кардинал Доменико Свампа — (21 мая 1894 — 10 августа 1907);
- кардинал Джакомо делла Кьеза — (18 декабря 1907 — 3 сентября 1914 — избран Папой римским и принял имя Бенедикт XV);
- кардинал Джорджо Гузмини — (8 сентября 1914 — 24 августа 1921);
- кардинал Джованни Баттиста Назалли Рокка Ди Корнелиано — (21 ноября 1921 — 13 марта 1952);
- кардинал Джакомо Леркаро — (19 апреля 1952 — 12 февраля 1968);
- кардинал Антонио Пома — (12 февраля 1968 — 11 февраля 1983);
- архиепископ Энрико Манфредини — (18 марта 1983 — 16 декабря 1983);
- кардинал Джакомо Биффи — (19 апреля 1984 — 16 декабря 2003);
- кардинал Карло Каффарра — (16 декабря 2003 — 27 октября 2015);
- кардинал Маттео Мария Дзуппи — (27 октября 2015 —).

## Суффраганные диоцезы
- Архидиоцез Феррара-Комаккьо;
- Диоцез Имолы;
- Диоцез Фаэнца-Модильяны.